# Елпайн-Нортвест (Вайомінг)
Елпайн-Нортвест (англ. Alpine Northwest) — переписна місцевість (CDP) в США, в окрузі Лінкольн штату Вайомінг. Населення — 305 осіб (2020).

## Географія
Елпайн-Нортвест розташований за координатами 43°10′49″ пн. ш. 111°1′44″ зх. д. / 43.18028° пн. ш. 111.02889° зх. д. (43.180265, -111.028900).  За даними Бюро перепису населення США в 2010 році переписна місцевість мала площу 3,73 км², з яких 3,70 км² — суходіл та 0,03 км² — водойми.

## Демографія
Згідно з переписом 2010 року, у переписній місцевості мешкали 244 особи в 107 домогосподарствах у складі 66 родин. Густота населення становила 65 осіб/км².  Було 178 помешкань (48/км²).
Расовий склад населення:
| - 96,7 % — білих - 0,4 % — азіатів - 2,0 % — осіб інших рас |

До двох чи більше рас належало 0,8 %. Частка іспаномовних становила 6,6 % від усіх жителів.
За віковим діапазоном населення розподілялося таким чином: 22,1 % — особи молодші 18 років, 68,9 % — особи у віці 18—64 років, 9,0 % — особи у віці 65 років та старші. Медіана віку мешканця становила 37,0 року. На 100 осіб жіночої статі у переписній місцевості припадало 114,0 чоловіків;  на 100 жінок у віці від 18 років та старших — 128,9 чоловіків також старших 18 років.
Цивільне працевлаштоване населення становило 118 осіб. Основні галузі зайнятості: виробництво — 40,7 %, освіта, охорона здоров'я та соціальна допомога — 32,2 %, роздрібна торгівля — 27,1 %.